# Calliderma
Calliderma är ett släkte av svampar. Calliderma ingår i familjen Entolomataceae, ordningen Agaricales, klassen Agaricomycetes, divisionen basidiesvampar och riket svampar.
|            | Entoloma                                |
|            |                                         |
|            | Leptonia                                |
|            |                                         |
|            | Eccilia                                 |
|            |                                         |
|            | Clitopilus                              |
|            |                                         |
|            | Pouzarella                              |
|            |                                         |
|            | Pouzaromyces                            |
|            |                                         |
|            | Rhodocybe                               |
|            |                                         |
|            | Richoniella                             |
|            |                                         |
|            | Rhodogaster                             |
|            |                                         |
| Calliderma | \| \| Calliderma indigofera \| \| \| \| |
|            | \| \| Calliderma indigofera \| \| \| \| |
|            | Rhodocybella                            |
|            |                                         |
|            | Calliderma indigofera                   |
|            |                                         |

|  | Calliderma indigofera |
|  |                       |